# Trimorus ephippium
Trimorus ephippium är en stekelart som först beskrevs av Walker 1836.  Trimorus ephippium ingår i släktet Trimorus, och familjen gallmyggesteklar. Arten är reproducerande i Sverige.